# Еврейские фамилии-аббревиатуры
Фамилии-аббревиатуры являются специфической особенностью еврейской системы личных имен. Аббревиатуры широко использовались в еврейской среде для именования видных раввинов ещё в раннем средневековье, однако поначалу они не представляли собой передаваемых по наследству фамилий.

## Принципы транслитерации
С общими принципами записи и чтения аббревиатур на иврите можно ознакомиться в разделе «Запись и чтение ивритских аббревиатур» статьи «Нотарикон».
Как в иврите, так и в идише есть звук, обозначаемый буквой ה. Это глухой глоттальный щелевой согласный [h], похожий на звонкий глоттальный щелевой [ɦ], обозначаемый в украинской графике буквой Г. Но кроме этого, и в иврите, и в идише есть как звук, почти совпадающий с русским глухим велярным фриактивом Х (то есть глухой увулярный щелевой [χ]), так и звук, совпадающий с московским произношением буквы Г (то есть звонкий взрывной заднеязычный [g]). Кириллический алфавит не располагает средствами, необходимыми для различной передачи всех этих звуков, и поэтому в русском языке наблюдается вариация передачи [h] через буквы Х, Г или даже h, причём исторически преобладала передача через Г, а две другие стали более популярны в последние десятилетия.

## История
Использование аббревиатур как фамилий получает распространение параллельно с расширением использования евреями фамилий вообще, и основные типы фамилий-аббревиатур похожи на основные типы еврейских фамилий в целом.

### Коэны
Так, одной из самых ранних передаваемых по наследству фамилий является фамилия Кац (ивр. כ"ץ‎, англ. Katz), представляющая собой сокращение словосочетания «Коэн цедек» (ивр. כהן צדק‎), то есть «праведный Коэн» или «Коэн праведности», так что фамилия Кац попросту является одной из «Коэнских» фамилий. «Коэнской» является и фамилия Мазе — аббревиатура от «ми-зэра Аарон ха-Коэн», «из семени Аарона-первосвященника». Ещё одной «Коэнской» фамилией является распространённая среди североафриканских евреев фамилия Азулай, представляющая собой аббревиатуру от «אִשָּׁה זֹנָה וַחֲלָלָה לֹא יִקָּחוּ» — «ишша зона ва-халала ло йиккаху», то есть дословно «не будет брать за себя блудницу и опороченную», цитата из Библии (кн. Левит 21:7). Есть пример «Коэнской» фамилии-аббревиатуры и у иракских евреев — Зилха (זלכ״א — аббревиатура от «זרע לכהן אהרון», «зэра ле-хоhэн Аарон», то есть «семя первосвященника Аарона»).
К этому списку можно добавить фамилию Макар («мекаддеш ришон», дословно «благословляющий первым»).

### Левиты
К фамилиям левитов относится фамилия Сегал с вариантами Шагал, Сагал — это аббревиатура от «сган-Леви», то есть «староста левитов». В более позднее время, на рубеже XVIII—XIX веков, от неё образовывается вариант со славянским суффиксом «отчества» — Сагалович, Сагалевич.

### Патронимы
Большой группой фамилий-аббревиатур являются патронимы-аббревиатуры, причем, как и в целом для еврейских фамилий-патронимов, имеет место как использование непосредственно имени/прозвища родоначальника фамилии в качестве семейного имени его потомков, так и варианты, оформленные как «отчества». К первому типу относятся такие фамилии, как Махаршак — аббревиатура «титула» родоначальника фамилии «морэйну ха-рав Шмуэль Кайдановер» (учитель наш и раввин Шмуэль Кайдановер", по имени раввина, жившего в 1624—1676), Маhарик («морэйну ха-рав Йосеф Колон»), Махарил («морэйну ха-рав Йааков Леви»). Русскоязычными звук, обозначенный здесь буквой h, воспринимался как «украинское Г», и эти фамилии были записаны в документах как Магарик, Магарил и т. п. В некоторых диалектах идиша этот звук между гласными произносился очень слабо, и так возник, например, из фамилии Маhаршак вариант Маршак. Примером аббревиатуры фамилии-патронима, не начинающейся на «Маhар-», может служить фамилия Рашаль / Рошаль — «рабби Шломо Лурия».
Фамилии-аббревиатуры, оформленные как «отчества», как правило, имеют в начале сочетание «Баhар-» или «Бар-» или просто «Бр-», сокращение от «бен ха-рав такой-то» или «бен-рабби такой-то», что означает «сын раввина такого-то».
Среди фамилий этой группы:
- Богоров (с вариантом Богров) — бен ха-рав Барух
- Богорад — бен ха-рав Давид
- Богораз — бен ха-рав Залман
- Бараз — бен рабби Залман
- Баран — бен рабби Нахман
- Бараш — бен рабби Шимон
- Баршай — бен рабби Шломо-Ицхак
- Брик — бен рабби Иосэф Коэн
- Бриль — бен рабби Иеуда-Лейб, с вариантом
- Брилль — бен рабби Иеуда-Лейб Леви и т. п.

Старинная сефардская фамилия Бахар является аббревиатурой от «בן כבוד הרב» («бен квод ха-рав»), что означает «сын уважаемого раввина».
К этому типу примыкают и фамилии Кот, Бак, Бик и Зак (соответственно «коддэш у-тахор», «бней (Исраэль) кдошим» и «зэра кдошим», перевод соответственно «священный и чистый», «сыны мучеников» и «семя мучеников») Эти фамилии давались детям убитых в погромах. Фамилия Зак известна с XV века. Её вариантом является Закс/Закш, где последняя буква представляет собой «уточняющую» добавку к исходному «Зак» — указание на немецкий город Шпеер, в котором проживала соответствующая ветвь семейства.

### Зять раввина такого-то
Специфической подгруппой патронимов-аббревиатур являются фамилии, означающие «зять раввина такого-то». Дело в том, что зачастую молодой раввин, женатый на дочери известного и авторитетного раввина, для повышения авторитета собственного мнения, к своей подписи под каким-нибудь галахическим постановлением добавлял упоминание о том, что он — не просто начинающий раввин, но зять уважаемого и знаменитого раввина. Если при этом зять и сам был знатоком Талмуда и Галахи, то вскоре и он сам приобретал известность и авторитет, но его все уже знали именно под прозвищем «зятя такого-то», даже если он впоследствии учёностью и авторитетом превосходил своего тестя. В эпоху массового присвоения фамилий евреям Австро-Венгрии, Российской империи и Пруссии (на рубеже XVIII—XIX веков) такое прозвище могло стать наследуемой фамилией. Фамилии такого типа начинаются на «Хар-» (сокращение от «хатан рабби такой-то», то есть «зять раввина такого-то»). Примеры таких фамилий: Хараз — аббревиатура от «хатан рабби Залман», т.е «зять раввина Залмана», Харах — аббревиатура от «хатан рабби Хаим», т.е «зять раввина Хаима», Харпак — аббревиатура от «хатан рабби Пинхас-Кальман», т.е «зять раввина Пинхас-Кальмана» и некоторые другие.

### Топонимы
Фамилий, образованных от топонимов, среди аббревиатур немного. Например, фамилия Аш представляет собой у части носителей аббревиатуру от Альтшуль («старая синагога» в пражском еврейском квартале Йозефов), а у другой части — от названия города Айзенштадт в Австрии, фамилию Лаш — аббревиатура от названия города Лихтенштадт, и фамилию Наш — аббревиатура от названия города Николсбург.

### Профессии
Немало фамилий-аббревиатур образовано от названий профессий, но это исключительно профессии, связанные с религиозной практикой и общинной жизнью.
Примеры: Шуб — «шохет у-бодек» — «резник и проверяющий» (в смысле «проверяющий правильность кошерности мяса»)
- Шур, Шор — «шохет вэ-рав» — «резник и раввин»
- Шац — «шлиах-циббур» — «посланник общины»
- Шабад — «шлиах бет-дин» — «посланник (раввинского) суда»
- Рок — «рош кеhилла» — «глава общины»
- Ромм (исходно было Ром) — «рош метивта», «глава йешивы» («метивта» — арамейский термин, эквивалентный ивритскому слову «йешива»)
- Рабад — «рош бет-дин» — «глава (раввинского) суда»
- Дац — «даян цедек», «праведный судья»

В Нидерландах была семья, фамилия которой — Мос — представляет собой аббревиатуру от «мохер-сфарим» (но чаще в Западной Европе еврейские фамилии типа Mos являются вариантами от Moses — то есть Моисей).

### «Искусственные» фамилии
Есть среди фамилий-аббревиатур и аналоги «искусственным» фамилиям, возникшим в период массового обязательного присвоения фамилий евреям Российской и Австро-Венгерской империй. Примерами таких фамилий могут служить: Бимбад — «бимхейра йаво мошиах бэн-Давид» — «да придёт вскорости мессия, сын Давидов», Башмет («бааль шем тов», «обладатель доброго имени»), Атлас — «Ах тов ле-Исраэль. Сэла» — «Только добро да будет Израилю», Шалита (с вариантами Шалит, Салита и др.) — שליט״א (сокращение от שיחיה לימים טובים וארוכים אמן) «ше-йихье ле-йамим товим ве-арукким, амен» — «да живёт он долго и счастливо, аминь» (есть несколько различающихся вариантов расшифровки с тем же смыслом).

## Таблица
| Русская транслитерация | Аббревиатура на иврите | Расшифровка аббревиатуры                | Чтение расшифровки                                  | Перевод | Тип    |
| --- | ---------------------- | --------------------------------------- | --------------------------------------------------- | --- | ------ |
| Абба | אבּ״אֲ                   | אבוֹא בּגְבֻרוֹת אֲדֹנָי                        | Аво бегевурот, Адонай                               | Да войду я в твою силу, господи                                                                                  | О      |
| Авриш | אֲברִי״שׁ                 | אֲנִי בֵּן רָבִּי יִשְׁמָעֵאל                       | Ани, бен рабби Ишмаэль                              | Я, сын рабби Ишмаэля                                                                                             | П-2    |
| Азар | אַזַ״ר                   | אַלכּסנדְר זִיסקִינד רָבִינוֹבִיץ                | Александр Зискинд-Рабинович                         | Александр Зискинд-Рабинович                                                                                      | П-1    |
| Азулай, Азулаи, Азулин | אַזוּלאַ״י                | אִשָּׁה זֹנָה וַֽחֲלָלָה לֹ֣א יִיקָּ֔ח                   | Ишша зона ве-халула ло йиках                        | Не будет брать за себя женщину-блудницу и опороченную (Левит 21:7)                                               | К      |
| Амбаш | אֲמבַּ״שׁ                  | אֲנִי מאמִין בּאֱמוּנָה שׁלמה                   | Ани маамин бе-эмуна шлема                           | Я верую полной верой                                                                                             | О      |
| Атлас | אטלַ״ס                  | אך טוֹב לְיִשְׂרָאֵל סלה                       | Ах тов ле-Исраэль. Сэла.                            | Только добро да будет Израилю.                                                                                   | О      |
| Аш | אַ״שׁ                    | אַלטשׁוּל                                  | Альтшуль                                            | см. примечание                                                                                                   | Т      |
| Аш | אַ״שׁ                    | אַייזנשׁטאַט                               | Айзенштадт                                          | Айзенштадт (название города)                                                                                     | Т      |
| Бабад | בּאָבַּ״ד                  | בֵּן אָב בֵּית דִּין                           | Бен ав бет-дин                                      | Сын главы (раввинского) суда                                                                                     | П-2    |
| Багров, Богров, Богоров | בּהרָ״ב                  | בֵּן הֲרָב בָּרוּךְ                             | Бен hа-рав (hа-ров) Барух (Борух)                   | Сын раввина Баруха                                                                                               | П-2    |
| Бадат | בַּדָ״ט                   | בֵּן דָּוִד טוֹב                              | Бен Давид-Тов                                       | Сын Давида-Това                                                                                                  | П-2    |
| Бадаш | בַּדָ״שְׁ                   | בֵּן דָּוִד שְׁלֹמֹה                             | Бен Давид-Шломо                                     | Сын Давида-Шломо                                                                                                 | П-2    |
| Бак, Бек, Баншак (Бекман) | בּ״ק                    | בּנֵי קְדוֹשִׁים                              | Бней кдошим                                         | Дети мучеников                                                                                                   |        |
| Балац | בַּלַ״ץ                   | בַּעַצ לדִּיק                                | Бааль цаддик                                        | Праведный хозяин                                                                                                 |        |
| Бамира | בַּהמִירַ״ה                | בֵּן הֲמאִיר הֲלֵוִי                           | Бен hа-Меир hа-Леви                                 | Сын Меира Леви                                                                                                   | Л, П-2 |
| Барабаш | בַּרָבַּ״שׁ                  | בֵּן רָבִּי בוּנִם שְׁמוּאֵ-ל                      | Бен рабби Буним-Шмуэль                              | Сын раввина Бунима-Шмула                                                                                         | П-2    |
| Бараз, Браз | בַּרָא״ז, בּרָ״ז            | בֵּן רָבִּי אֱלִיעֶזֶר זִיסקִינד                   | Бен рабби Элиэзер Зискинд                           | Сын раввина Элиэзера Зискинда                                                                                    | П-2    |
| Бараз, Браз | בַּרָא״ז, בּרָ״ז            | בֵּן רָבִּי זלמן                             | Бен рабби Залмен                                    | Сын раввина Залмена                                                                                              | П-2    |
| Бараз, Браз | בַּרָא״ז, בּרָ״ז            | בֵּן רָבּינוּ אַלכסנדְר משׁהוּ זעם               | Бен раббейну Александр Мошеhу Зам                   | Сын нашего раввина Александра Мошеhу Зама                                                                        | П-2    |
| Бараз, Браз | בַּרָא״ז, בּרָ״ז            | בֵּן רָבּינוּ אַלכסנדְר זלקִינד                 | Бен раббейну Александр Залкинд                      | Сын нашего раввина Александра Залкинда                                                                           | П-2    |
| Бараз, Браз | בַּרָא״ז, בּרָ״ז            | בֵּן רָבּינוּ אַלכסנדְר זִיסקִינד                | Бен раббейну Александр Зискинд                      | Сын нашего раввина Александра Зискинда (из Бердичева или из Гродны)                                              | П-2    |
| Барал | בַּרָ״ל                   | בֵּן רָבִּי לֵוִי                              | Бен рабби Леви                                      | Сын раввина Леви                                                                                                 | П-2    |
| Баран, Барон, Бранн | בַּרָ״ן, בּרָנ״ן            | בֵּן רָבִּי נָתָן                              | Бен рабби Натан                                     | Сын раввина Натана                                                                                               | П-2    |
| Баран, Барон, Бранн | בַּרָ״ן, בּרָנ״ן            | בֵּן רָבִּי נַחמן                             | Бен рабби Нахман                                    | Сын раввина Нахмана                                                                                              | П-2    |
| Барац | בַּרָ״ץ                   | בֵּן רָבִּי צְבִי                              | Бен рабби Цви                                       | Сын раввина Цви                                                                                                  | П-2    |
| Барац | בַּרָ״ץ                   | בֵּן רָבִּי צדּוק                             | Бен рабби Цаддок; бен рабби цаддик                  | Сын раввина Цадока; сын праведного раввина                                                                       | П-2    |
| Бараш | בַּרָ״שׁ                   | בֵּן רָבִּי שְׁלֹמֹה                             | Бен рабби Шломо                                     | Сын раввина Шломо                                                                                                | П-2    |
| Бараш | בַּרָ״שׁ                   | בֵּן רָבִּי שִׁמְעוֹן                            | Бен рабби Шимон                                     | Сын раввина Шимона                                                                                               | П-2    |
| Бараш | בַּרָ״שׁ                   | בֵּן רָבִּי שָׁלוֹם                             | Бен рабби Шалом                                     | Сын раввина Шалома                                                                                               | П-2    |
| Барбакофф | בַּרבָ״כּוֹף                | בֵּן רב בָּרוּךְ כֹּהֵן                          | Бен реб Барух Коhэн                                 | Сын г-на Баруха, коэна                                                                                           | П-2, К |
| Бардах | בַּרדָ״ח                  | בֵּן רָבִּי דָּוִד חרִיף                         | Бен рабби Давид Хариф                               | Сын раввина Давида Харифа                                                                                        | П-2    |
| Бардаш | בַּרדָ״שְׁ                  | בֵּן רָבִּי דָּוִד שְׁלֹמֹה                         | Бен рабби Давид-Шломо                               | Сын раввина Давида-Шломо                                                                                         | П-2    |
| Барзель | בַּרזְ״ל                  | בֵּן רָבִּי זל) מן ל(ייבּ                     | Бен рабби Залман-(Лейб)                             | Сын раввина Залмана-(Лейба)                                                                                      | П-2    |
| Баркашов | בַּרחַ״שׁוב                | בֵּן רָבִּי חַיִּים שְׁמוּאֵל                       | Бен рабби Хайим-Шмуэль                              | Сын раввина Хайима-Шмуэля                                                                                        | П-2    |
| Бару | בַּר״וּ                   | בֵּן רָבִּי ווֹלף                             | Бен рабби Вольф                                     | Сын раввина Вольфа                                                                                               | П-2    |
| Баршади | בַּרשַׁדִ״י                 | בֵּן רָבִּי שׁמְעוֹן דוֹמשׁעוִיצקִי                 | Бен рабби Шимон Домшевицкий                         | Сын раввина Шимона Домшевицкого                                                                                  | П-2    |
| Баршай | בַּרשָׁ״י                  | בֵּן רָבִּי שָׁלוֹם יִצְחָק                        | Бен рабби Шалом-Йицхак                              | Сын раввина Шолома-Ицхака                                                                                        | П-2    |
| Баршак | בַּרשַׁ״ךּ                  | בֵּן רָבִּי שְׁלֹםֹה כּצּב                         | Бен рабби Шломо Каццав                              | Сын раввина Шломо Кацава                                                                                         | П-2    |
| Баршаш | בַּרשַׁ״שׁ                  | בֵּן רָבִּי שַׁבּתי שׁפֿטל                        | Бен рабби Шабтай Шефтель                            | Сын раввина Шабтая Шефтеля                                                                                       | П-2    |
| Бах | בַּ״ח                    | בַּיִּת חָדָשׁ                                 | Байит хадаш                                         | Новый дом | П      |
| Бахар, Бехар | בּכַ״ר                   | בֵּן כּבוֹד רָבִּי                             | Бен квод рабби                                      | Сын уважаемого раввина                                                                                           | П-2    |
| Бахар, Бехар | בֵּהַ״ר                   | בֵּן הֲרָב                                  | Бен hа-рав                                          | Сын раввина | П-2    |
| Баш | בַּ״שׁ                    | בֵּן שִׁמעוֹן                                | Бен Шимон                                           | Сын Шимона | П-2    |
| Баш | בַּ״שׁ                    | בֵּן שִׁמשׁוֹן                                | Бен Шимшон                                          | Сын Шимшона | П-2    |
| Башмет | בַּשׁמֵ״ט                  | בַּעַל שֵׁם טוֹב                              | Бааль Шем Тов                                       | Обладатель доброго имени. См. Бешт (בעשׁט).                                                                       | О      |
| Беттзак | בֵּטּזַ״ק                  | בֵּן טהוֹרִים זֶרַע קְדוֹשִׁים                    | Бен теhорим, зэра кдошим                            | Сын чистых, семя мучеников                                                                                       |        |
| Бик | בִּי״ק                   | בּנֵי יִשְׂרָאֵל קְדוֹשִׁים                        | Бней Исраэль кдошим                                 | Сыны Израиля святы                                                                                               | О      |
| Бикель | בִּיקְ״ל                  | בּנֵי יִשְׂרָאֵל קְדוֹשִׁים לֵאֲדֹנָי                  | Бней Исраэль кдошим ле-Адонай                       | Сыны Израиля святы перед Господом                                                                                | О      |
| Бимбад, Бимбат, Бим-Бад | בִּימבַּ״ד                 | בִּמהרה יבוֹא מָשִׁיחַ בּן דָּוִד                  | Бимhейра йаво машиах бен Давид                      | Вскоре придёт мессия, сын Давидов.                                                                               | О      |
| Блау (Блауштейн, Блуштейн) | בּל״אָ                   | בֵּן לֵאֲדֹנִי אָבִי                            | Бен ле-адони ави                                    | Сын моего отца и учителя/господина                                                                               | П-2    |
| Блох, Блок | בּלוֹ״ך                  | בֵּן לייבּ כֹּהֵן                             | Бен Лейб Коэн                                       | Сын Лейба Коэна                                                                                                  | П-2, К |
| Блох, Блок | בּלוֹ״ך                  | בּנֵי לֵוִי כּוּלָנוּ                           | Бней Леви кулану                                    | Мы все – сыны Леви                                                                                               | Л      |
| Богорад | בּהרָ״ד                  | בֵּן הֲרָב דָּוִד                              | Бен hа-рав Давид                                    | Сын раввина Давида                                                                                               | П-2    |
| Богораз | בּהרָ״ז                  | בֵּן הֲרָב זלמן                             | Бен hа-рав Залман                                   | Сын раввина Залмана                                                                                              | П-2    |
| Бранд | בּרַנ״ד                  | בֵּן רב נָחמן דָּוִד                          | Бен реб Нахман Давид                                | Сын г-на Нахмана Давида                                                                                          | П-2    |
| Браун, Брун | בּרָ״נ                   | בֵּן רָבִּי נְאֵמן                             | Бен рабби Нойман                                    | Сын раввина Ноймана                                                                                              | П-2    |
| Брафф | בּרָ״ף                   | בֵּן רָבִּי פֿייבְל                            | Бен рабби Фейвель                                   | Сын раввина Фейвеля                                                                                              | П-2    |
| Брик, Брук | בּרִי״ךּ                  | בֵּן רָבִּי יְ((יוֹסֵף הוּדָהכֹּהֵן                  | Бен рабби Иеhуда (Иосэф) Коhэн                      | Сын раввина Иехуды (Иосэфа) Коэна                                                                                | П-2    |
| Брик, Брук | בּרִי״ק                  | בֵּן רָבי יַעֲקֹוב-קוֹפּל                       | Бен рабби Йааков-Копл                               | Сын раввина Яакова-Копла (Хариф из Альтенкунштадта или из Межирича)                                              | П-2    |
| Брилль, Бриль, Брюлль | בּרִי(ל)״ל               | בֵּן רָבִּי יְהוּדָה ל)ייבּ הלֵ(וִי                | Бен рабби Иеhуда-Лейб (ха-Леви)                     | Сын раввина Иехуды-Лейба (ха-Леви)                                                                               | П-2, Л |
| Валах, Волах, Валлах | ולַּ״ך                   | וְאָֽהַבְתָּ֥ לְרֵֽעֲךָ֖ כָּמ֑וֹךָ                         | Вэ-Аhавта ле-Реэха Камоха                           | Возлюби ближнего твоего, как самого себя (Левит, 19:18)                                                          | О      |
| Гец | גֵּ״ץ                    | גֵּר צֶדֶק                                  | Гер цедек                                           | Праведный гер (инородец)                                                                                         |        |
| Дац | דּ״ץ                    | דַּיָן צֶדֶק                                 | Даян цедек                                          | Праведный судья                                                                                                  | ЗиП    |
| Зак | זַ״ק                    | זֶרַע קְדוֹשִׁים                              | Зэра кдошим                                         | Семя мучеников                                                                                                   | К      |
| Закгейм | זַקה״ם                  | זֶרַע קְדוֹשִׁים הם                           | Зэра кдошим hэм                                     | Они — семя мучеников                                                                                             |        |
| Закш, Закс (Джексон) | זַק״ש, זַק״ס             | זֶרַע קְדוֹשׁי (ס)שׁפּייר                      | Зэра кдошей Шпейер                                  | Семя мучеников из Шпейера (эпоха крестовых походов)                                                              | К, Т   |
| Закш, Закс (Джексон) | זַק״ש, זַק״ס             | זֶרַע קְדוֹשׁי (ס)שׁטענדאַל                    | Зэра кдошей Штендаль                                | Семя мучеников из Штендаля (нач. XVI в.)                                                                         | Т      |
| Закш, Закс (Джексон) | זַק״ש, זַק״ס             | זֶרַע קֹדֶּשׁ שֵׁמוֹ                             | Зэра коддеш шемо                                    | Семя мучеников его Имени                                                                                         |        |
| Заль | זַה״ל                   | זלמן הֲלֵוִי                               | Залман hа-Леви                                      | Залман ха-Леви                                                                                                   | П-1, Л |
| Зац, Сац | זַ״ץ                    | זְרַע צדִּיקִים                              | Зэра цаддиким                                       | Семя праведников                                                                                                 |        |
| Зилха | זִלכ״אַ                  | זְרַע לֵכֹּהֵן אַהֲרוֹן                          | Зэра ле-коhэн Аhарон                                | Семя первосвященника Аарона                                                                                      | К      |
| Кац, Катц, Котц (Кацман, Кацев, Кацов, Кацович, Кацовер, Кацман, Кацис, Каценко, Кацнельсон, Каценельсон, Кацва, женск. Канцедикене)                                     | כּ״ץ                    | כֹּהֵן צֶדֶק                                 | Коhэн цедек                                         | Праведный Коэн (выражение основано на Пс. 132:9 «Священники твои облекутся праведностью»)                        | К      |
| Кашдан, Каждан (Каштанов) | כַּשׁדַ״ן                  | כֹהֲנִים שׁלוּחי דִשׁמיא נִנהוּ                  | Коhаним шлухэй ди-шмая нинhу                        | Коhаним — (они) посланники Небес                                                                                 | К      |
| Класс | כְלַ״ז                   | 'כְלִי זֶמֶר                                | Кли земер                                           | Клезмер (музыкант)                                                                                               | ЗиП    |
| Кот, Котт | קוֹ״טּ                   | קֹדֶשׁ וטָהוֹר                               | Кодеш у-таhор                                       | Священный и чистый                                                                                               |        |
| Лаш | לַ״שׁ                    | לִיכטענשׁטאַט                              | Лихтеншта(д)т                                       | Лихтенштадт (название города)                                                                                    | Т      |
| Лосс | ל״סּ                    | לֹוֹמד סְפָרִים                              | Ломед Сфарим                                        | Учащий по книгам                                                                                                 |        |
| Лев | ל״ב                    | לֹא בּוּחבּוּט                               | Ло Бухбут                                           | Не Бухбут |        |
| Луц | לוּ״ץ                   | לָ״(מֶד)וָ(ו) צ דִּיקִים                      | 36 (Ламед-Вав) Цаддиким                             | 36 праведников («ламедвовников»)                                                                                 | О      |
| Магарик | מַהַרִי״ק                 | מוֹרנוּ הֲרָב יַעֲקֹב מִקוֹצק                    | Морейну hа-рав Йосеф Колон                          | Наш наставник рабби Йосеф Колон                                                                                  | П-1    |
| Магарил, Магарилл | מַהֲרִי״לּ                 | מוֹרנוּ הֲרָב יַעֲקֹב לֵוִי                      | Морейну hа-рав Йааков Леви                          | Наш учитель раввин Яаков (ха-)Леви (бен Моше Молин)                                                              | П-1    |
| Магтаз | מַגטַ״ז                  | מִגזא טוּרע זהב                           | Ми-гэза «Турей Заhав»                               | Из семьи «Турей Заhава»                                                                                          | П      |
| Мазе, Мазо, Мазу | מַזא״ה                  | מִזְרַע אַהֲרֹון הֲכֹּהֵן                         | ми-зэра Аhарон hа-Коэн                              | Из семени Аарона-первосвященника                                                                                 | К      |
| Мазиа | מַזִי״אַ                  | מִזְרַע יִשְׂרָאֵ-ל אִיסְּרלִין                     | ми-зэра Йисраэль Иссерлин                           | Из семени Исраэля Иссерлина                                                                                      | П-2    |
| Макар (Макаров) | מַק״ר                   | מקדֶּשׁ ראִשׁוֹן                              | Мекаддеш ришон                                      | Благословляющий первым                                                                                           | К      |
| Малбим | מַלְבִּי״ם                 | מאִיר לייבּ בֵּן יחיאֵ-ל מִיכָאֵ-ל              | Меир Лейб бен Иехиэль Михаэль                       | Меир Лейб бен Йехиэль Михаэль (раввин и комментатор библии)                                                      | П-1    |
| Мани | מַנִ״י                   | מִנצר יִשַׁי                                | ми-нэцер Ишай                                       | Отпрыск рода Ишая                                                                                                | П-2    |
| Мани | מַנִ״י                   | מִזְרַע נִן יְהוּדָה                           | ми-зэра Нин Иеhуда                                  | потомство Иехуды                                                                                                 | П-2    |
| Мапу | מאֲפּ״וּ                  | מֹשֶׁה אֲבְרָהָם פִּנְיחָס וַסִילִישׁוֹק                | Моше, Авраам, Пинхас, Василишок                     | см. примечание                                                                                                   | П, Т   |
| Марам, Маграм | מַהרָ״ם                  | מוֹרנוּ הֲרָב רָבִּי מאִיר                      | Морейну hа-рав рабби Меир                           | Наш учитель раввин Меир (бен Барух из Ротенбурга, 1215 (1220?)-1293, или из Люблина)                             | П-1    |
| Марам, Маграм | מַהרָ״ם                  | מוֹרנוּ הֲרָב רָבִּי מנדל                      | Морейну hа-рав рабби Мендель                        | Наш учитель раввин Мендель (Авигдорс)                                                                            | П-1    |
| Маршак, Магаршак (Маршаков) | מַהרשַׁ״ק                 | מוֹרנוּ הֲרָב רָבִּי שְׁמוּאֵל קײַדאַנוֹבר            | Морейну hа-рав рабби Шмуэль Кайдановер              | Наш учитель раввин Арн Шмуэль бен Исраэль Кайдановер (известный раввин и талмудист, Вильна, 1614 – Краков, 1676) | П-1    |
| Маршак, Магаршак (Маршаков) | מַהרשַׁ״ק                 | מוֹרנוּ הֲרָב רָבִּי שְׁלֹמֹה קלוּגר                | Морейну hа-рав рабби Шломо Клугер (Клигер)          | Наш учитель раввин Шломо Клугер («ха-маггид ми-Броды», Галиция, XIX век)                                         | П-1    |
| Маршак, Магаршак (Маршаков) | מַהרשַׁ״ךּ                 | מוֹרנוּ הֲרָב רָבִּי שְׁלֹמֹה כֹּהֵן                  | Морейну hа-рав рабби Шломо Коhэн                    | Наш учитель раввин Шломо Коэн                                                                                    | П-1, К |
| Мац, Метц | מ״ץ                    | מוֹרה צֶדֶק                                | Морэ цедек                                          | Учитель праведности (синоним слова даян)                                                                         | ЗиП    |
| Менба, Манба, Менбе, Манбе | מנב״ע                  | מנוּחתוֹ בעֵדֶן                             | Мэнуhото б-Эден                                     | Да пребудет он в Эдеме                                                                                           | О      |
| Мос, Мосс, Масс | מ״סּ                    | מוֹחר סְפָרִים                              | Мохер сфарим                                        | книготорговец | ЗиП    |
| Насс | נַ״סּ                    | נַחוּם סוֹפֵר                               | Нахум софер                                         | писец Нахум | П-1    |
| Насс | נָ״ס                    | נָתָן סוֹפֵר                                | Натан софер                                         | писец Натан | П-1    |
| Наш | נַ״שׁ                    | נִיקוֹלשׂבוּרג                              | Николсбург                                          | Никольсбург (название города)                                                                                    | Т      |
| Нашелка | נַשׁעלקַה                 | נִשׂרפוּקִ על ידּוּשׁ הֲשֵׁם                      | Нисрефу аль киддуш hа-шем                           | Сгоревшие ради освящения (Божьего) имени (т.е. как мученики)                                                     |        |
| Пардес | פַּרְדֵּ״ס                  | פְּשָׁט רֶמֶז דְּרַשׁ סוֹד                         | Пшат, ремез, драш, сод                              | см. примечание                                                                                                   |        |
| Рабад | רַבַּ״ד, ראֲבַּ״ד            | רֹ) אשׁאֲב) בֵּית דִּין                        | рош (ав) бет-дин                                    | Глава (раввинского) суда                                                                                         | ЗиП    |
| Рабад | רַבַּ״ד, ראֲבַּ״ד            | רָבִּי אֲבְרָהָם בֵּן דָוִד                        | рабби Авраhам бен Давид                             | раввин Авраhам, сын Давид                                                                                        | П-1    |
| Рашаль, Рошаль, Рошал | רָשַׁ״ל                   | רָבִּי שְׁלֹמֹה לוריא                          | рабби Шломо (бен Йехиэль) Лурия                     | Раввин и комментатор Талмуда, живший в XVI в. в Польше и Литве. Шломо Лурия                                      | П-1    |
| Рашап | רָשַׁ״פ                   | רָבִּי שְׁלֹמֹה פִּינסקר                         | рабби Шломо Пинскер                                 | Раввин Шломо Пинскер                                                                                             | П-1    |
| Ремба, Рембо | רמבּ״א                  | רָבִּי מֹשֶׁה בֵּן אֲבְרָהָם                        | рабби Моше бен Авраhам                              | Раввин Моше, сын Авраhама                                                                                        | П-1    |
| Ремба, Рембо | רמבּ״א                  | רבּוֹת מחשׁבוֹת בּלב אִישׁ                     | работ махшавот белев иш                             | В сердце человека множество мыслей                                                                               | О      |
| Рок | רֹא״ק                   | רֹאשׁ קְהִילָּה                               | рош кеhилла                                         | Глава общины | ЗиП    |
| Ром, Ромм | רֹא״ם                   | רֹאשׁ מתִיבתא                              | рош метивта                                         | Глава йешивы | ЗиП    |
| Саль | סַה״ל                   | סנדְר הֲלֵוִי                               | Сандер hа-Леви                                      | Сандер ха-Леви                                                                                                   | П-1, Л |
| Самет | שַׂמ״ט                   | שִׂמן טוֹב                                 | симан тов                                           | счастливое предзнаменование                                                                                      | О      |
| Самет | שַׂמ״ט                   | סוֹר מִוְאסע ערא טוֹב                       | сор м-эра в-асэ тов                                 | отвернись от зла и делай добро                                                                                   | О      |
| Сат | סַ״ט                    | ספרדִי טָהוֹר                              | сфаради таhор                                       | Настоящий («чистый») сефард                                                                                      |        |
| Сегал, Шагал, Сагал, Сегаль, Сегель, Сингал, Сеголь, Сигал, Сигл, Сегел, Щегол (Сегалов, Сегалович, Сагалов, Сагалович, Сигальчик, Шагалович, Шагалов, Щеголев, Сигалов) | סְגַ״ל                   | סְגַן לֵוִיים                               | сеган-Левиим                                        | Староста левитов                                                                                                 | Л      |
| Таран | תָרָ״ן                   | תָּלְמִיד רָבִּי נַחמן                          | Талмид рабби Нахман                                 | Знаток Торы раввин Нахман (бен-Симха из Брацлава, 1772-1811)                                                     | П-1    |
| Хабас | חָבָּ״ס                   | חָתָן בָּרוּךְ סוֹפֵר                           | Хатан Барух софер                                   | Зять софера (писца) Баруха                                                                                       | П-3    |
| Хараг | חָרָ״ג                   | חָתָן רָבִּי גַּבְרִיאֵ-ל                         | Хатан рабби Гавриэль                                | Зять раввина Гавриэля                                                                                            | П-3    |
| Хараз | חָרָ״ז                   | חָתָן רָבִּי זלמן                            | Хатан рабби Залман                                  | Зять раввина Залмана                                                                                             | П-3    |
| Харах, Хорех | חָרָ״ח                   | חָתָן רָבִּי חַיִּים                            | Хатан рабби Хайим                                   | Зять раввина Хаима                                                                                               | П-3    |
| Харах, Хорех | חָרָ״ך                   | חָכָמִים רָבּנִים כֹּהֲנִים                       | Хахамим, раббаним, коhаним                          | Мудрецы, раввины, коэны                                                                                          |        |
| Хариф | חָרִי״ף                  | חָתָן רָבִּי יוֹסֵף פֿיין                       | Хатан рабби Иосэф Фейн                              | Зять раввина Иосэфа Фейна                                                                                        | П-3    |
| Харлап | חַרלַ״ףּ                  | חִייא רֹאשׁ לֵגוֹלוּת פּוֹלִין                   | Хийя рош ле-голут Полин                             | Хийя – глава польских изгнанников                                                                                | П-1, Т |
| Хармац | חָרמַ״ץְ                  | חָתָן רָבִּי מֹשֶׁה צְבִי                         | Хатан рабби Моше-Цви                                | Зять раввина Моше-Цви                                                                                            | П-3    |
| Харнесс, Харнис (Чарнесс, Чарнис) | חָרנ״סּ                  | חָתָן רבּ נָתָן סוֹפר                         | Хатан реб Натан софер                               | Зять г-на писца Натана                                                                                           | П-3    |
| Харпак, Шарпак | חָרפַּ״ק                  | חָתָן רָבִּי פִּנְחָס קלמן                       | Хатан рабби Пинхас-Кальман                          | Зять раввина Пинхаса-Кальмана                                                                                    | П-3    |
| Харрик, Харик | חָרִּי״ק                  | חָתָן רָבִּי יוֹסֵף קלמן                       | Хатан рабби Йосэф-Кальман                           | Зять раввина Йосэфа Кальмана                                                                                     | П-3    |
| Харри | חָרִּ״י                   | חָתָן רָבִּי יוֹסֵף                            | Хатан рабби Йосэф                                   | Зять раввина Йосэфа                                                                                              | П-3    |
| Хен, Хейн | ח״ן                    | חוֹכמה נִיסתרת                            | Хохма нистерет                                      | Скрытая мудрость                                                                                                 | О      |
| Шабад (Шабадос) | שַׁבַּ״ד                   | שְׁלִיחַ בֵּית דִּין                            | Шлиах бет-дин                                       | Посланник (раввинского) суда                                                                                     | ЗиП    |
| Шабад (Шабадос) | שַׁבַּ״ד                   | שַׁמָּשׁ בֵּית דִּין                             | Шаммаш бет-дин                                      | Служитель (раввинского) суда                                                                                     | ЗиП    |
| Шазар | שַׁז״ר                   | שׁניאוּר זלמן רוּבּשׁוֹב                      | Шнеур-Залмэн Рубашов                                | см. примечание                                                                                                   |        |
| Шалита, Шалит, Салита, Шалыто (Дешалит, Дисалит) | שַלִיט״א                 | שׁשׁיחיה)) יִזכּה לְימִים טוֹבִים וְא((אָמן רוּכִּים | Ше-йизке (ше-йихье) ле-йамим товим ве-аруким (амен) | Да живёт он долго и счастливо (аминь)                                                                            | О      |
| Шарлат, Шарлотт | שָׁרלֹת״ת, שָרלַ״ת          | שָׁלְוֹם רָב לְאוֹהבי תוֹרָתְך                    | Шалом рав ле-оhавей торатеха                        | Мир да будет любящим Тору Твою.                                                                                  | О      |
| Шах | שַׁ״ך                    | שַׁבּתי כֹּהֵן                                | Шабтай Коhэн                                        | Шабтай бен Меир Коэн                                                                                             | П-1    |
| Шац, Сац (Шацман, Шацкин, Шацкес, Шацов) | שַ״ץ                    | שְׁלִיחַ צִיבּוּר                              | Шлиах циббур                                        | Посланец общины                                                                                                  | ЗиП    |
| Шён | שַׁ״ן                    | שְׁלִיחַ נְאֵמן                               | Шлиах Неэман                                        | Доверенный посланник                                                                                             | ЗиП    |
| Шик | שִׁי״ק                   | שֵׁם יִשְׂרָאֵ-ל קדּוֹשׁ                          | Шем Исраэль каддош                                  | Имя Израиля свято                                                                                                | О      |
| Шик | שִׁי״ק                   | שְׁמוּאֵ-ל יְהוּדָה קאַצנעלנבוֹגין               | Шмуэль Иеhуда Катценелленбоген                      | Шмуэль Иехуда Катценелленбоген (известный итальянский раввин XVI в.)                                             | П-1    |
| Шуб (Шубов) | שׁוּ״בּ                   | שׁוֹחֵט ובּוֹדק                              | Шохет у-бодек                                       | [ 70 ] | ЗиП    |
| Шур, Шор, Шорр | שׁו״רּ                   | שׁוֹחֵט וְרָב                                | Шохет вэ-рав                                        | Резник и раввин                                                                                                  | ЗиП    |
| Яавец, Ябец, Явиц, Явич | יַעְבּ״ץְ                  | יַעֲקֹב עְמדן בֵּן צְבִי                        | Яаков Эмден бен Цви                                 | Яаков Эмден, сын Цви(-Хирш Ашкенази) (раввин)                                                                    | П-1    |
| Якир, Якер (Якиревич, Якирсон, Якеревич, Якерсон, Якирин, Якиров) | יַכּ״ר                   | יְהוֹשֻׁעַ כֹּהֵן רָפּאפּוֹרט                       | Йэhошуа-Коhен Раппапорт                             | Иегошуа-Коэн Раппапорт                                                                                           | П-1, К |
| Якир, Якер (Якиревич, Якирсон, Якеревич, Якерсон, Якирин, Якиров) | יַק״ר                   | יִצְחָק יַעֲקֹב קראַססוֹבסקִי                    | Йицхак-Йааков Крассовский                           | Ицхок-Иаков Крассовский (раввин)                                                                                 | П-1    |
| Ялан | יַלַ״ן                   | יְהוּדָה לייבּ נִיסָן                         | Йеhуда Лейб Нисан                                   | Иехуда Лейб Нисан                                                                                                | П-1    |
| Ярмак | יַרמַ״ק                  | יהע ראבוֹ מִן קדמה                        | Йеhе рааво мин кодомо                               | Да будет воля Твоя                                                                                               | О      |

### Пояснения к таблице.
1. Фамилии-аббревиатуры упорядочены по алфавиту согласно русской транслитерации.
2. Фамилии, оформленные как гиперссылки, указывают либо на статью в Википедии о соответствующей фамилии, либо на статью о носителе фамилии еврейского происхождения. В отдельных случаях ссылка даётся на статью в англоязычной Википедии, а иногда — на внешние сайты. В последнем случае, как правило, предпочтение отдаётся статьям Электронной еврейской энциклопедии.
3. В предпоследней колонке («Чтение расшифровки») приводится чтение согласно современному израильскому произношению. Большинство фамилий в таблице — ашкеназские, так что в момент возникновения этих фамилий их носители произносили их расшифровку иначе, в соответствии с ашкеназским произношением иврита (например, фамилию Шабад они расшифровывали как «шлиах бейс-дин», а не «…бет-дин»). Однако отличия от израильского произношения расшифровки не влияют на произношение самой аббревиатуры (поскольку сводятся, в основном, к различиям в произношении некоторых гласных, различию в месте ударения и различному произношению буквы «тав» в конце слова — а для произношения аббревиатуры эти различия несущественны). Подробнее о различиях между сефардским и ашкеназским произношениями можно прочитать в разделе «Ашкеназское произношение» статьи «Иврит».
4. Последняя колонка таблицы указывает, к какой категории относится фамилия:
- К — коэнская фамилия.
- Л — фамилия левитов.
- П — фамилии-патронимы:
  - П-1 — фамилия, представляющая непосредственно патроним.
  - П-2 — фамилия, содержащая слово «сын»,
  - П-3 — фамилия, содержащая слово «зять»,
- Т — фамилия, образованная от топонима.
- ЗиП — фамилия, указывающая на занятие или профессию.
- О — «орнаментальная» фамилия.

5. В скобках указаны фамилии, производные от фамилий-аббревиатур.
С аббревиатурами сближаются фамилии, образованные слитным и/или сокращённым написанием словосочетаний: Баркан(ов)/Бар-Кан (בַּר-כּן) (арамейское «сын коэна»), Рап(п)опорт/Рапапорт (от Авраама Менахема бен Яакова ха-Коэна Рап(п)а, жившего в городке Порто на севере Италии в начале XVI века; по другой версии, от слияния двух родов Раппа и Порто), Дангур (דָּנגוּר = אֲריה גוּר דָּן), Бардович (Бар-Довид), Аврех/Аверик/Африк (בוֹחכמה רך בשָׁנִים אָכ (ав бе-хохма, pax бе-шаним) ‘отец по мудрости, хотя юн годами’), Кавиноки (кав ве-наки ‘малый, но чистый’), Тарадаш (тора дат ‘закон торы’).

## Нееврейские фамилии
- В Италии в конце XIX века подкидышей регистрировали под акронимами согласно списку, составленному монахами-иезуитами. Так, фамилия Эко расшифровывается как Ех Caelis Oblatus, то есть «божий дар»[74][75]
- В СМИ сообщалось о двух кандидатах в депутаты, принявших фамилию Кпрф[76]